# Ruth Zenkert

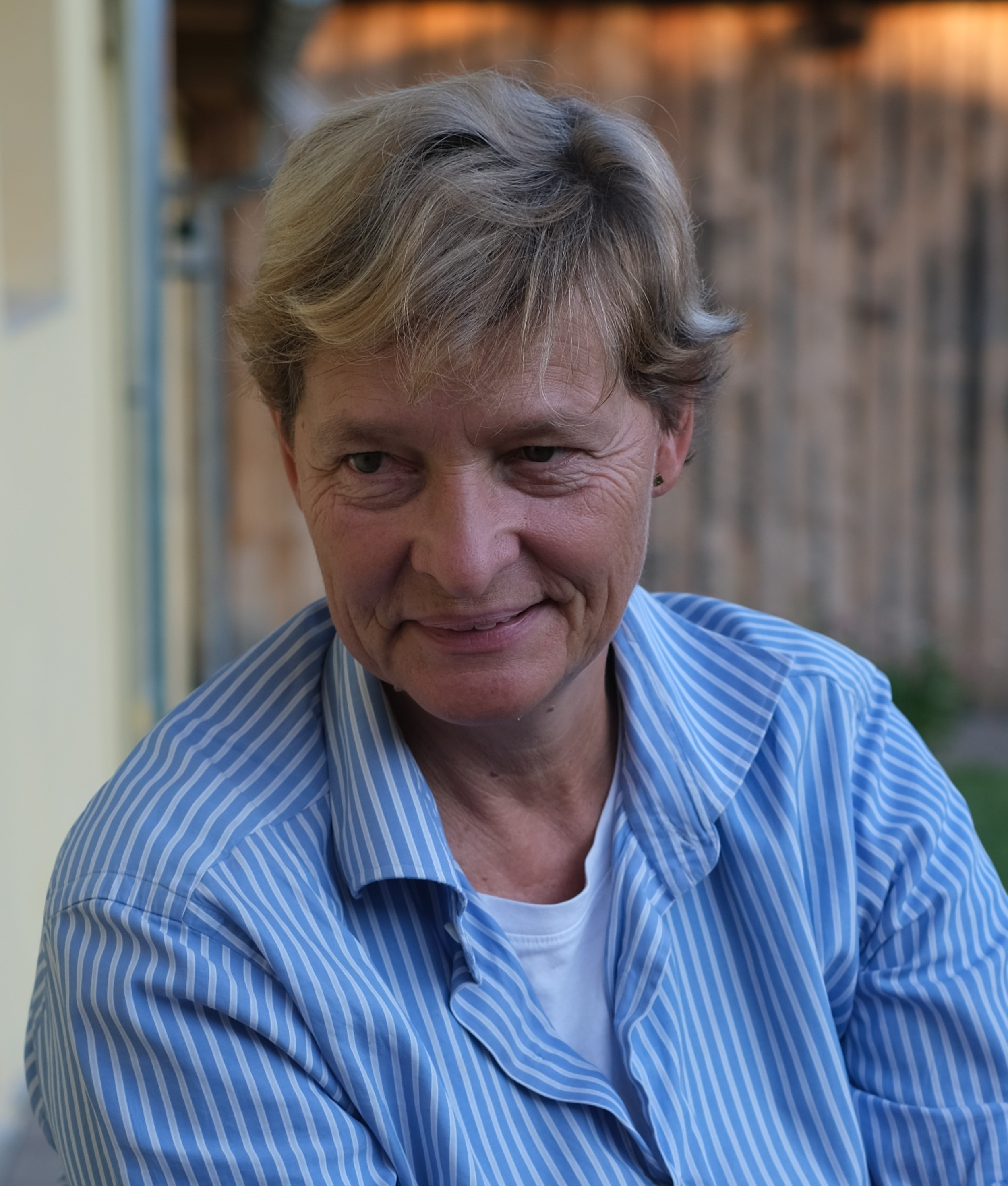
Ruth Zenkert (2022)

Ruth Zenkert (* 1962 in Schwäbisch Hall) ist eine deutsche Religionspädagogin und Leiterin des Sozialprojektes Elijah.

## Leben
Ruth Zenkert wurde 1962 in Schwäbisch Hall geboren und wuchs in einer Familie mit fünf Kindern auf. Nach dem Abitur wurde sie Programmiererin und begann ihre Berufslaufbahn in einer Bank. 1984 traf sie in einer Bibelschule in Israel auf den Jesuitenpater Georg Sporschill. Sie folgte ihm nach Wien, wo sie als Volontärin in seinem „Jugendhaus der Caritas“ mitarbeitete. Zur selben Zeit begann Ruth Zenkert das Studium der Religionspädagogik, das sie 1988 abschloss. Von 1988 bis 1993 übernahm sie die Leitung des Jugendhauses der Caritas in Wien.
1991 gründete Pater Georg Sporschill in Rumänien das Sozialprojekt CONCORDIA für Straßenkinder. Ruth Zenkert unterstützte ihn von Beginn an beim Aufbau der neuen Projekte. Durch ihre Arbeit holten sie tausende Kinder und Jugendliche von den Straßen der Hauptstadt Bukarest und bauten Sozialzentren, Kinderheime und Lehrwerkstätten auf. Eine aufgelassene Kolchose in Aricesti bauten sie 1992 zur „Farm für Kinder“ um, das zu einem großen Kinderzentrum heranwuchs. 2002 eröffneten sie weitere Kinderheime in Ploiesti, die „Stadt der Kinder“. Unter der Leitung von Ruth Zenkert erweiterten sie ihre sozialen Werke auch auf die Republik Moldau und Bulgarien. 2008 bildete in Bulgarien das Sozialzentrum „Sveti Kontantin“ eine erste Anlaufstelle für Kinder und Jugendliche von der Straße. 2004 wurde in der Republik Moldau eine „Stadt der Kinder“ eröffnet und Suppenküchen für alte Menschen gegründet. Die Projekte haben seit über 30 Jahren Bestand. 2013 wurde die Organisation CONCORDIA mit 600 Mitarbeitern an die Nachfolger übergeben, sie steht heute auf eigenen Füßen.
Noch heute lebt und arbeitet Ruth Zenkert in Rumänien. In Siebenbürgen begann sie 2011, notleidenden Roma-Familien zu helfen. Sie gründete mit Pater Georg Sporschill den Verein „Elijah Inițiativa Sociala Ruth Zenkert“ in Rumänien und in Österreich den Verein „Elijah Soziale Werke. P. Georg Sporschill SJ“.  Mit dem Aufbau von Sozialzentren, Musikschulen, Häusern für Familien und einem Schülerwohnheim mit Startwohnungen hat sich diese Sozialinitiative das Ziel gesetzt, die Volksgruppe der Roma in Siebenbürgen zu unterstützen, ihre Lebensumstände zu verbessern und ihnen neue Perspektiven zu geben. Seit 2022 betreut der Verein Elijah Obdachlose am Nordbahnhof in Bukarest und richtete ein Tageszentrum ein. Seit dem Beginn ist das Projekt stetig gewachsen und heute in sechs Orten und mit 80 Mitarbeitern in Siebenbürgen tätig.
Ruth Zenkert lebt und arbeitet in Marpod in der Elijah-Gemeinschaft.

## Auszeichnungen

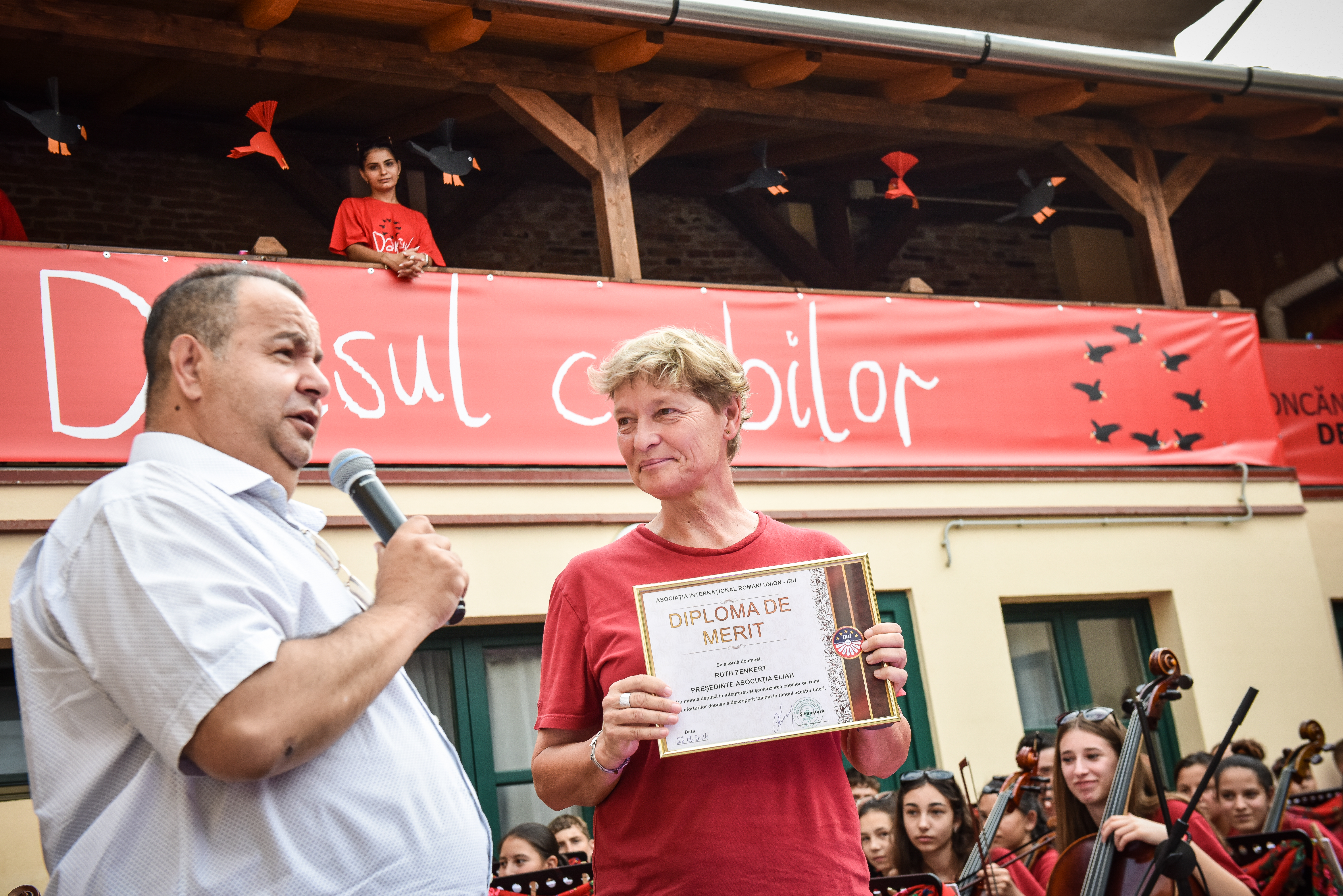
Auszeichnung durch Internationale Romani Union (2024)

- 1999: Theodor-Heuss-Medaille der Theodor-Heuss-Stiftung[8]
- 2001: TwoWings Award, verliehen von der TwoWings Privatstiftung
- 2005: Verdienstmedaille des Verdienstordens der Bundesrepublik Deutschland, verliehen am 9. Mai 2005 durch Bundespräsident Horst Köhler
- 2008: Essl Social Prize[9]
- 2019: Auszeichnung „Exzellenz für soziale Projekte“; verliehen durch den Bürgermeister der Großgemeinde Roșia
- 2024: Auszeichnung „Verdienst-Diplom für Integration und Ausbildung“, verliehen von der Internationalen Romani Union (IRU)[10]
- 2024: Euriade-Ehrennadel[11]

## Publikationen
- Um mich weint hier niemand, Styria Premium, mit Nora Schoeller, Wien 1997, ISBN 978-3-222-12541-6.
- Elijah und seine Raben, mit Dominik Markl (Herausgeber), Amalthea, Wien 2016, ISBN 978-3-99050-029-3.
- Mit Feuer vom Himmel, Neue Geschichten von Elijah und seinen Raben, Amalthea, Wien 2019, ISBN 978-3-99050-170-2.
- Alfred Fogarassy (Hg.): Moise mein Freund. Mit Texten von Florin Moise, Ruth Zenkert, Pater Georg Sporschill SJ, Erzbischof em. Ioan Robu. Wien 2024, ISBN 978-3-99153-119-7

## Medien

### Bücher
- Vorbilder mit und ohne Heiligenschein, Gertraud Putz (Herausgeber), Kalenderbuch und Nachschlagewerk, Verlag Anton Pustet, Salzburg 2019, ISBN 978-3-7025-0957-6.
- Die zweite Meile. Ein Leben mit Hoffnungskindern, Georg Sporschill,  Überreuter, Wien 2006, ISBN 3-8000-7211-4 und ISBN 978-3-8000-7211-8.
- Concordia – Träume wohnen überall, Carolin Philipps, Carlsen, Deutschland 2009, ISBN 3-551-35762-5 und ISBN 978-3-551-35762-5.[12]

### Radiobeiträge
- Elijah Pressereise im Advent 2019, Ö1, gesendet am 11. Dezember 2019
- Blickpunkt Diesseits, Beitrag über Elijah, NDR Info Magazin, gesendet am 2. Juni 2019

### Zeitungsartikel (Auswahl)
- Besuch bei „Elijah“-Hilfsprojekten in Rumänien. In: religion.orf.at, 3. Juli 2024[13]
- Ich habe immer daran geglaubt. In: Hermannstädter Zeitung. Von: Werner Fink, 15. Juli 2022[14]
- Meine Suche nach Jesus. In: Jesuiten. 2021-2. Wien, Juni 2021
- Das Leben zum Guten wenden. In: Haller Tagblatt. Von: Monika Everling., 27. Februar 2021.[15]
- An Corona gewachsen. In: Vorarlberger Nachrichten. 21. April 2021. Von: Mag. Johannes Huber[16]
- Mama für Kinder in Not. In: Kronen Zeitung. 20. Juni 2020[17]
- Ruth gehört einfach dazu. In: miteinander 3-4/20, von Georg Pulling[18]
- Mami Ruth – die Bienenkönigin der Straßenkinder. In: Kirche bunt 9/2013, Vorarlberger KirchenBlatt[19]